# Phare de Capdepera
Le Phare de Capdepera est un phare situé au Cabo de Pera, un promontoire proche de Capdepera, à l'extrémité est de l'île de Majorque, dans l'archipel des Îles Baléares (Espagne). Avec le phare d'Artrutx sur Minorque, il marque le chenal séparant les deux îles au point le plus étroit.
Il est géré par l'autorité portuaire des îles Baléares (Autoridad Portuaria de Baleares) au port d'Alcúdia.

## Histoire
Le phare a été construit par l'ingénieur Pou Emili. Il est érigé à 55 m au-dessus du niveau de la mer à Cabo de Pera. Il a été mis en service le 30 novembre 1861. Le premier système optique a été fourni par la société française Sautter. Sa lampe Legrand était alimentée à l'huile d'olive jusqu'en 1960, date à laquelle l'installation a été électrifiée. Un objectif catadioptrique fut installé pour obtenir un feu à occultations.
Identifiant : ARLHS : BAL-010 ; ES-33350 - Amirauté : E0308 - NGA : 5116 .

## Aire protégée
Le phare se trouve au centre du littoral de la réserve marine du Levante de Majorque-Cala Rajada
|                                 |
| Le phare sur Punta de Capdepera |

|          |
| Le phare |

|                                    |
| Toujours le phare. Septembre 2018. |